# Чирділеліанткарі
Чирділеліанткарі (груз. ჩირდელელიანთკარი) — село в Грузії.
За даними перепису населення 2014 року в селі проживає 187 осіб.